# Pessiane
Pessiane (en rus: Песьяне) és un poble de l'óblast de Vladímir, a Rússia, segons el cens del 2010 tenia 330 habitants. Pertany al districte de Kirjatx.